# 韓國女子籃球聯賽
韓國女子籃球聯賽(Women's Korean basketball League，簡稱WKBL)，是南韓的女子籃球聯賽，成立於1998年，起初聯盟分成兩個賽季，冬季聯賽跟夏季聯賽，2007-08賽季起改採單一賽季，目前聯賽共有6支球隊，同時從2007-08賽季起也取消了外援制度(已恢復), 2020-21賽季無外援。

## 球隊
| 球隊              | 主場所在地     |
| ----------------- | -------------- |
| 友利銀行 WIBEE    | 忠清南道牙山市 |
| 國民銀行 KB STARS | 忠清北道清州市 |
| 新韓銀行 S-birds  | 仁川中區       |
| 三星生命 BLUEMiNX | 京畿道龍仁市   |
| 韓亞 1Q           | 京畿道富川市   |
| BNK SUM           | 釜山東萊區     |